# دو بمل ماژور
دو بمل ماژور (انگلیسی: C-flat major) با مخفف (♭C) یک تنالیته بر پایه نت دو بمل و فواصل آن بر اساس گام ماژور است.

## تعریف
گام دو بمل ماژور شامل نت‌های : دو بمل، ر بمل، می بمل، فا بمل، سل بمل، لا بمل، سی بمل و اکتاو است. این گام دارای هفت علامت بمل در سرکلید است.
مینور نسبی آن لا بمل مینور و گام موازی، «دو بمل مینور» یا سی مینور (گام مترادف) است.